# Alan Engen
Alan K. Engen (Salt Lake City, 1940) è un ex sciatore alpino statunitense.

## Biografia
Sciatore polivalente figlio di Alf, sciatore alpino e nordico e allenatore, Alan Engen a livello juniores praticò anche il salto con gli sci; nello sci alpino gareggiò nel circuito universitario nordamericano (NCAA), rappresentando l'Università dello Utah dal 1958 al 1962. Debuttò in ambito internazionale in occasione dei Nor Am Championships 1959 (Squaw Valley, 21-23 febbraio), dove si classificò 22º nella discesa libera, 27º nello slalom gigante, 21º nello slalom speciale e 17º nella combinata, e fece parte della nazionale statunitense dal 1964 al 1966, senza conseguire risultati di rilievo. Non prese parte a rassegne olimpiche o iridate. Dopo il ritiro lavorò a lungo come organizzatore di eventi sportivi e di raccolte fondi per la promozione dello sci nello Utah, dove fondò l'Alf Engen Ski Museum.

## Palmares

### Campionati statunitensi
- 5 medaglie (dati parziali):
  - 1 oro (combinata nel 1960[3])
  - 1 argento  (discesa libera nel 1960[3])
  - 2 bronzi (slalom gigante, slalom speciale nel 1960[3])

## Riconoscimenti
- Utah Ski Legend (1988)[1]
- Utah Sports Hall of Fame (1997)[1]
- U.S. National Ski Hall of Fame (2002)[1]
- University of Utah Crimson Club Sports Hall of Fame (2006)[1]